# Peixe-boi-marinho
O peixe-boi-marinho (nome científico: Trichechus manatus), também conhecido popularmente como guarabá, guaraguá, manaí, manati, manatim, manatim-das-caraíbas, vaca-marinha, é o maior gênero da ordem dos mamíferos aquáticos sirênios (que inclui o dugongo e o extinto Hydrodamalis gigas) e pertence à família dos triquequídeos (Trichechidae). É ainda dividido em duas subespécies, o peixe-boi-da-flórida (T. m. Latirostris) e o peixe-boi-das-antilhas (T. m. Manatus), com base em estudos genéticos e morfológicos. A subespécie da Flórida é encontrada principalmente ao longo da costa, mas seu alcance se estende até o oeste do Texas e ao norte até Massachussetes. A subespécie das Antilhas tem uma distribuição esparsa em todo o Caribe, indo ao norte até o México e ao sul até o Brasil. A taxa metabólica extremamente baixa e a falta de uma espessa camada de gordura corporal isolante os limita a locais com águas quentes, incluindo regiões tropicais.
Os peixes-boi são herbívoros, desenvolveram habilidades de comunicação vocal e são cobertos por vibrissas altamente sensíveis que são usadas para alimentação e navegação. Na época de reprodução, vários machos formam rebanhos de acasalamento em torno de uma única fêmea; em média, um filhote nasce de uma fêmea de peixe-boi a cada dois ou três anos. tem cerca de 2,7–3,5 metros (8,9–11,5 pés) de comprimento e pesa 200–600 quilos (440–1,320 libras), com as fêmeas sendo geralmente maiores que os machos. Estima-se que os peixes-boi vivam 50 anos ou mais na natureza, e um peixe-boi-da-flórida em cativeiro, Snooty, viveu por 69 anos (1948-2017). Como os outros sirênios, se adaptou totalmente à vida aquática, sem membros posteriores. Em vez de membros posteriores, têm uma pá parecida com uma espátula para propulsão na água. Evoluíram com corpos aerodinâmicos sem abas externas nas orelhas, diminuindo assim a resistência no ambiente aquático.
O peixe-boi-marinho foi listado como ameaçado de extinção pela Endangered Species Act dos Estados Unidos na década de 1970, quando havia apenas várias centenas restantes, e as décadas desde então testemunharam esforços significativos por organizações federais, estaduais, privadas e sem fins lucrativos para proteger essas espécies de ameaças naturais e induzidas pelo homem, particularmente colisões com embarcações. Em 30 de março de 2017, o Secretário do Interior dos Estados Unidos, Ryan Zinke, anunciou a reclassificação federal do peixe-boi de ameaçado para vulnerável, citando um aumento substancial na população total.

## Etimologia
Manati, manatim ou manaí (registrado manahy em 1817 e manahi em 1853) se originou do termo caraíba mana'ti e foi difundido pelo espanhol manatí. Guarabá tem provável origem tupi-guarani, e guaraguá (historicamente registrado como goaragoá em 1587 e guaragua em 1631) pode derivar de ïgwara'gwa no sentido de "peixe-boi" ou guara-guara no sentido de "comilão".

## Descrição
O peixe-boi-marinho tem cerca de 2,7–3,5 metros (8,9–11,5 pés) de comprimento e pesa 200–600 quilos (440–1,320 libras), com as fêmeas sendo geralmente maiores que os machos. O maior indivíduo registrado pesava 1 655 quilos (3 649 libras) e media 4,6 metros (15 pés) de comprimento. Estima-se que os peixes-boi vivam 50 anos ou mais na natureza, e um peixe-boi-da-flórida em cativeiro, Snooty, viveu por 69 anos (1948-2017).
Como os peixes-boi são mamíferos, respiram ar, têm sangue quente e produzem leite. Como os outros sirênios, se adaptou totalmente à vida aquática, sem membros posteriores. Em vez de membros posteriores, têm uma pá parecida com uma espátula para propulsão na água. Evoluíram com corpos aerodinâmicos sem abas externas nas orelhas, diminuindo assim a resistência no ambiente aquático. A cobertura de pelagem é esparsamente distribuída pelo corpo, o que pode desempenhar um papel na redução do acúmulo de algas em sua pele espessa. A pele é cinza, mas pode variar na coloração devido às algas e outras biota, como cirrípedes, que oportunisticamente vivem dos peixes-boi. O tecido cicatricial é branco e persiste por décadas, permitindo fácil identificação. O peixe-boi-da-flórida tem de três a quatro unhas em cada nadadeira.
O peixe-boi tem um focinho preênsil, como seu parente, o elefante, para agarrar a vegetação e trazê-la para a boca. Tem de seis a oito dentes moliformes em cada quadrante da mandíbula. Esses dentes são gerados na parte posterior da boca e migram lentamente em direção à parte frontal da boca, a uma taxa de 1–2 milímetros por mês, de onde então caem. Esta 'correia transportadora' de dentes fornece produção ilimitada de dentes, o que é benéfico para o peixe-boi, que se alimenta de vegetação quatro a oito horas por dia e consome 5-10% de seu peso corporal por dia. Tem pelos de 3 a 5 centímetros que cobrem todo o corpo e fornecem informações somatossensoriais. Os ossos são densos e sólidos, o que lhes permite atuar como lastro e promover flutuabilidade negativa. Isso ajuda a neutralizar a flutuabilidade positiva que vem de seu alto teor de gordura. Essas duas contrapartes de flutuabilidade, junto com o ar nos pulmões, ajudam os peixes-boi a atingirem flutuabilidade neutra na água. Isso torna mais fácil respirar, forragear e nadar. Os peixes-boi são únicos, em comparação com outros mamíferos, por terem um diafragma orientado longitudinalmente que é dividido ao meio para formar dois hemidiafragmas. Cada hemidiafragma é capaz de contrações musculares independentes.

## Distribuição ehabitat

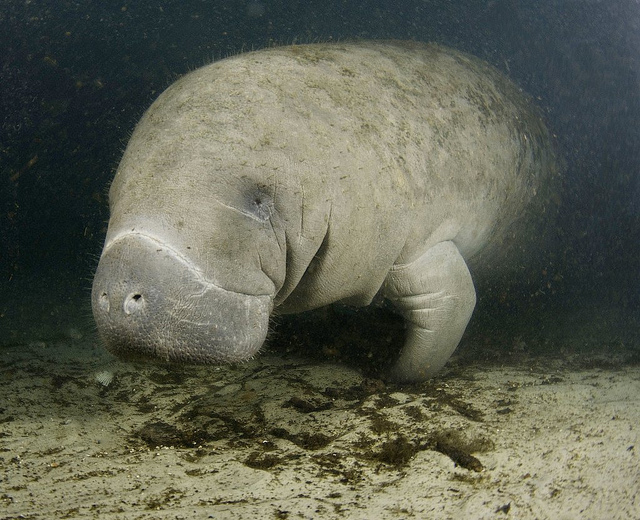
Peixe-boi em Crystal River

Os peixes-boi habita principalmente áreas costeiras rasas, incluindo rios e estuários. Podem resistir a grandes mudanças na salinidade e foram encontrados em águas altamente salgadas e salinas. A taxa metabólica extremamente baixa e a falta de uma espessa camada de gordura corporal isolante os limita a locais com águas quentes, incluindo regiões tropicais. Embora seja mais comumente encontrado ao longo da costa da Flórida, foi avistado tão ao norte quanto Denis, em Massachussetes, e ao oeste até o Texas. Um peixe-boi foi avistado no rio Wolf (perto de onde entra no rio Mississipi) em Mênfis, Tenessi em 2006. Uma análise dos padrões de DNA mitocondrial indica que existem realmente três grupos geográficos primários do peixe-boi: (i) Flórida e as Grandes Antilhas; (ii) México, América Central e norte da América do Sul; e (iii) nordeste da América do Sul.
A distribuição sazonal do peixe-boi varia com a temperatura da água. Temperaturas abaixo de aproximadamente 20 °C (68 °F) aumentam o risco de estresse induzido pelo frio ou mortalidade. Consequentemente, os peixes-boi-da-flórida procuram refúgios de água quente durante o inverno, concentrados principalmente ao longo da península da Flórida. Muitos desses refúgios são artificiais, criados pelo escoamento de usinas próximas.
Os peixes-boi-da-flórida habitam o limite mais ao norte dos habitats sirênicos. Existem quatro subpopulações reconhecidas de peixes-boi-da-flórida, denominadas populações do Noroeste, Sudoeste, Costa Atlântica e rio São João. Grandes concentrações estão localizadas nas regiões de Crystal River e Blue Springs no centro e norte da Flórida. O peixe-boi-das-antilhas distribui-se esparsamente no Caribe e no noroeste do Oceano Atlântico, desde o México, ao leste até as Grandes Antilhas e ao sul até o Brasil. As populações também podem ser encontradas nas Baamas, Guiana Francesa, Suriname, Guiana, Trindade, Venezuela, Colômbia, Panamá, Costa Rica, Nicarágua, Honduras, Guatemala, Belize, Cuba, Haiti, República Dominicana, Jamaica e Porto Rico.

## Comportamento e Dieta

### Comportamento
Como os peixes-boi evoluíram em habitats sem predadores naturais, não têm comportamento de evitação de predadores. O grande tamanho e as baixas taxas metabólicas dos peixes-boi contribuem para sua capacidade para mergulhos longos e profundos, bem como sua relativa falta de velocidade. São frequentemente criaturas solitárias, mas se agregam em habitats de água quente durante o inverno e durante a formação de rebanhos de reprodução.

### Comunicação

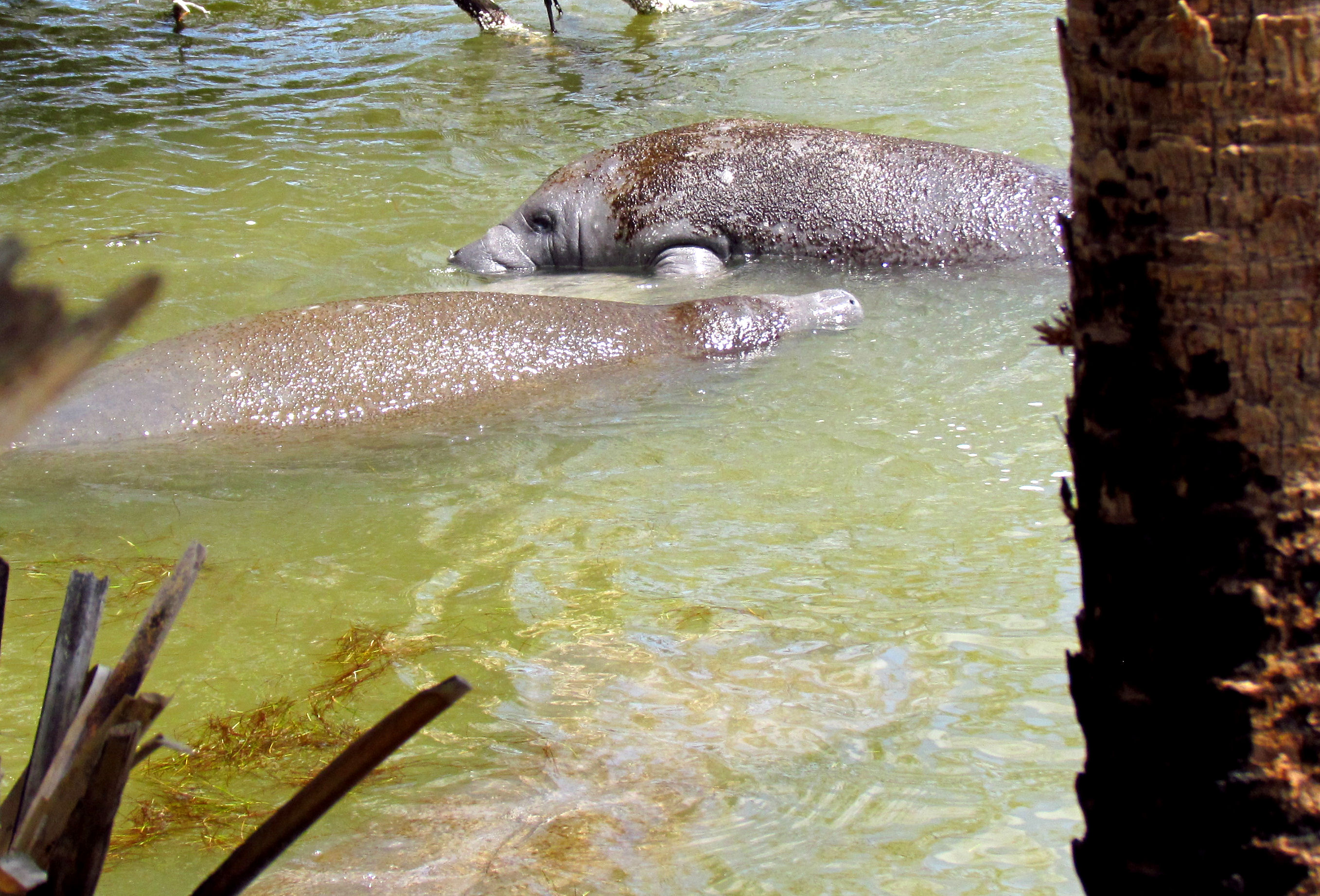
Exemplares no Refúgio da Vida Selvagem da Ilha Merritt, no canal Haulover, na Flórida

Foi demonstrado que os peixes-boi formam grandes rebanhos de acasalamento quando os machos encontram fêmeas em estro, indicando que os machos podem ser capazes de sentir estrogênio ou outros indicadores químicos. Podem comunicar informações uns aos outros por meio de seus padrões de vocalização. As diferenças relacionadas ao sexo e à idade são aparentes na estrutura das vocalizações comuns em machos adultos, fêmeas adultas e jovens. Isso pode ser uma indicação de individualidade vocal entre os peixes-boi. Um aumento na vocalização após um estímulo de reprodução vocal mostra que podem reconhecer a voz específica de outro peixe-boi.
Esse comportamento em peixes-boi é encontrado principalmente entre as interações mãe e filhote. No entanto, a vocalização ainda pode ser comumente encontrada em uma variedade de interações sociais dentro de grupos de peixes-boi, que é semelhante a outros mamíferos aquáticos. Ao se comunicarem em ambientes ruidosos, os peixes-boi que estão em grupos experimentam o mesmo efeito Lombard que os humanos; onde irão aumentar involuntariamente seu esforço vocal ao se comunicarem. Com base em evidências acústicas e anatômicas, presume-se que as pregas vocais de mamíferos sejam o mecanismo de produção de som em peixes-boi. Peixes-boi também comem fezes de outros peixes-boi; presume-se que façam isso para reunir informações sobre o estado reprodutivo ou dominância, indicando o importante papel que a quimiorrecepção desempenha no comportamento social e reprodutivo dos peixes-boi.

### Dieta

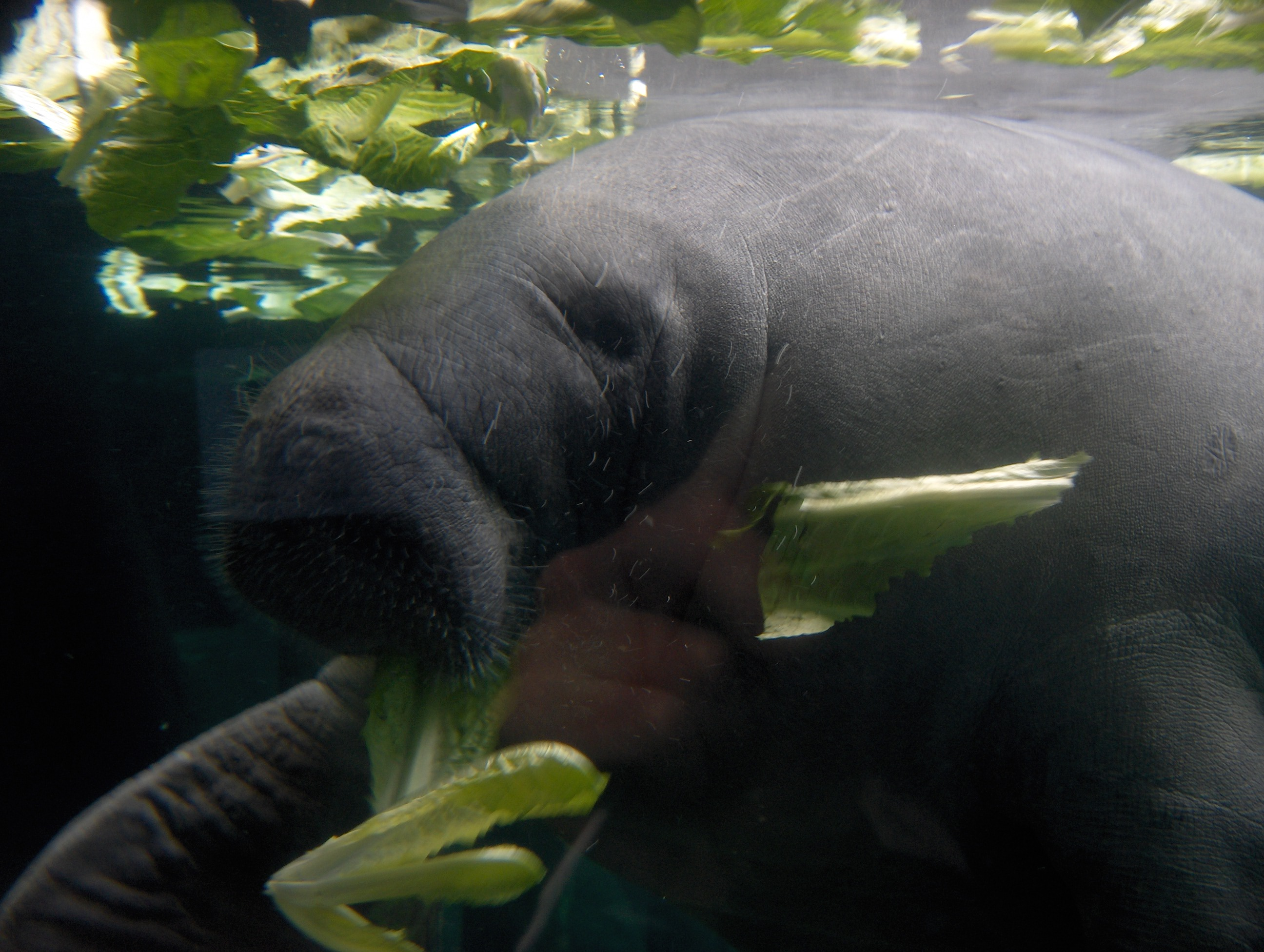
Espécime se alimentando de folhas

Embora já se tenha evidenciado o consumo de alguns peixes e pequenos invertebrados, os peixes-boi são essencialmente herbívoros que se alimentam de mais de 60 espécies de plantas aquáticas, tanto na água doce quanto salgada. As ervas marinhas são um alimento básico da dieta do peixe-boi, principalmente nas áreas costeiras. Além disso, quando a maré está alta o suficiente, também se alimentam de gramíneas e folhas. Normalmente forrageiam por cinco ou mais horas por dia, consumindo de 4% a 10% de seu peso corporal na vegetação úmida por dia, embora a quantidade exata dependa de seu tamanho corporal e nível de atividade. Como os peixes-boi se alimentam de plantas abrasivas, seus molares costumam ficar desgastados e são substituídos muitas vezes ao longo de suas vidas, ganhando assim o apelido de "molares em marcha". Os molares são semelhantes em forma, mas de tamanhos variados; não têm incisivos, que estes foram substituídos por placas gengivais córneas.
Peixes-boi são não ruminantes com intestino grosso dilatado. Ao contrário de outros fermentadores do intestino grosso, como o cavalo, extraem com eficiência nutrientes, principalmente celulose, das plantas aquáticas em sua dieta. Têm um grande trato gastrointestinal com conteúdo medindo cerca de 23% de sua massa corporal total. Além disso, a taxa de passagem dos alimentos é muito longa (cerca de sete dias). Esse processo lento aumenta a digestibilidade de sua dieta. É sugerido que a fermentação crônica também pode fornecer calor adicional e está correlacionada com sua baixa taxa metabólica.

### Vibrissas

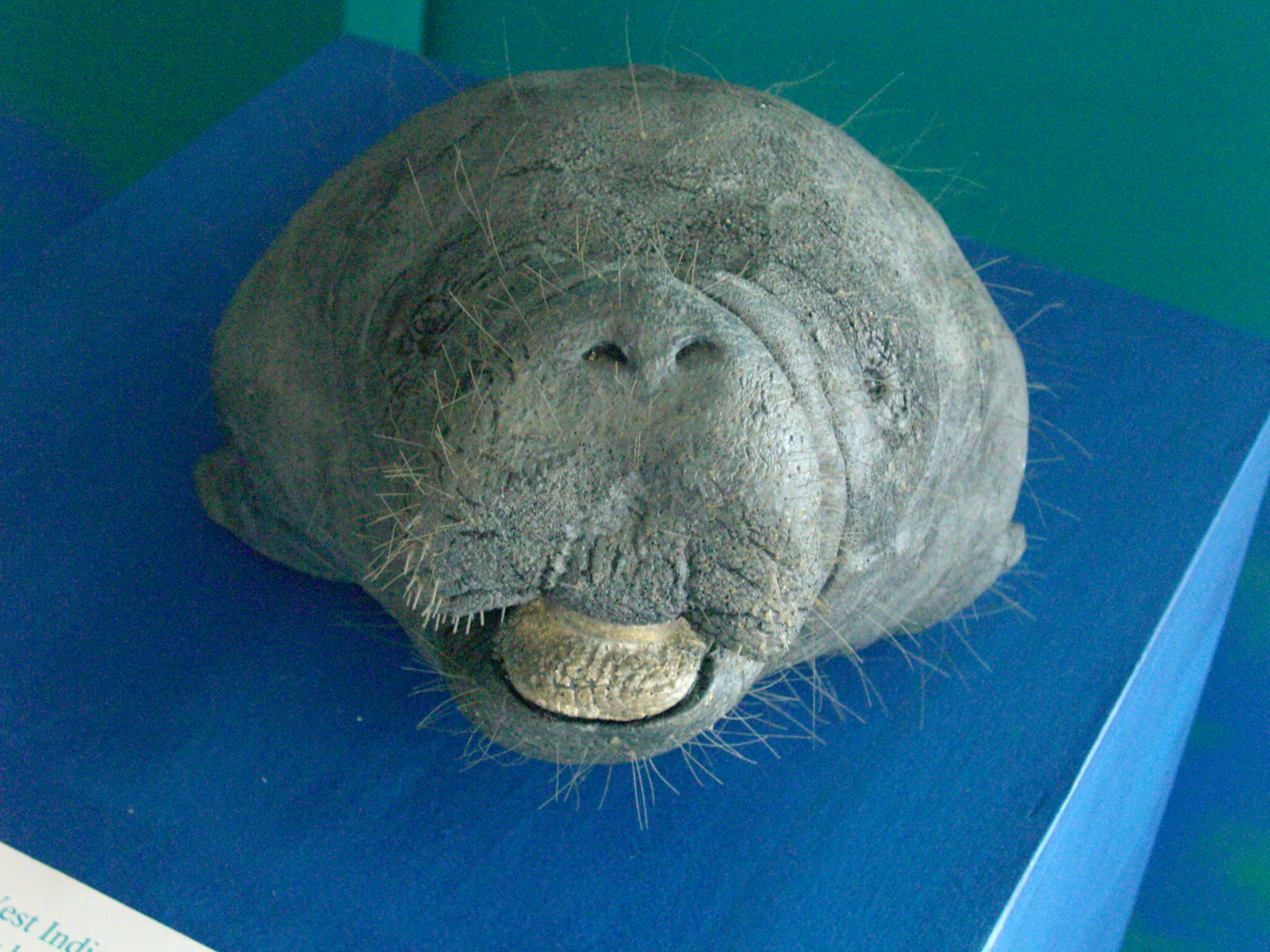
Escultura de peixe-boi com suas vibrissas evidenciadas

Os peixes-boi têm pelos táteis sensíveis que cobrem seus corpos chamados vibrissas. Cada fio de cabelo individual é um aparelho vibrissal denominado complexo folículo-seio. As vibrissas são cheios de sangue e estão delimitadas por uma cápsula de tecido conjuntivo densa com terminações nervosas sensíveis que fornecem resposta tátil ao peixe-boi.
Normalmente são encontradas nas regiões faciais de animais aquáticos terrestres e não sirênios e são chamadas de bigodes. Os peixes-boi, no entanto, têm por todo o corpo. As localizadas na região facial são cerca de 30 vezes mais densas do que as no resto do corpo. Sua boca consiste em lábios preênseis muito móveis que são usados para agarrar alimentos e objetos. As vibrissas nesses lábios são voltadas para fora durante a preensão e são usadas para localizar a vegetação. Seus discos orais também contêm vibrissas que foram classificadas como pelos semelhantes a cerdas, usados na investigação sem o agarrar de objetos e alimentos.
As vibrissas do peixe-boi são tão sensíveis que são capazes de realizar uma discriminação ativa de texturas por toque. Os peixes-boi também usam suas vibrissas para navegar nos turvos cursos d'água de seu ambiente. Pesquisas indicaram que são capazes de usá-las para detectar estímulos hidrodinâmicos da mesma forma que os peixes usam seu sistema de linha lateral.

### Reprodução
Os peixes-boi machos atingem a maturidade sexual aos 3–4 anos de idade, enquanto as fêmeas atingem a maturidade sexual aos 3–5 anos de idade. Os peixes-boi parecem capazes de procriar ao longo de toda a sua vida adulta, embora a maioria das fêmeas reproduza com sucesso pela primeira vez aos 7–9 anos. A reprodução ocorre em rebanhos de acasalamento efêmeros, nos quais vários machos se agregam em torno de uma fêmea em estro e competem pelo acesso a ela. Observou-se que machos maiores, presumivelmente mais velhos, dominam os rebanhos de acasalamento e são provavelmente responsáveis pela maioria dos eventos de cópula bem-sucedidos.
O período de gestação em peixes-boi dura de 12 a 14 meses, após os quais dão à luz um filhote por vez ou raramente gêmeos. Quando um filhote nasce, geralmente pesa 60–70 libras (27–32 quilos) e tem 4,0–4,5 pés (1,2–1,4 metro) de comprimento. Os peixes-boi não formam um par permanente e o macho não contribui com os cuidados parentais com o filhote, que permanece com a mãe por até dois anos antes do desmame. Uma única fêmea pode reproduzir uma vez a cada 2-3 anos. Os peixes-boi selvagens foram documentados produzindo descendentes em seus 30 anos de idade, e uma fêmea de peixe-boi em cativeiro deu à luz aos 40 anos.

## Ameaças e conservação

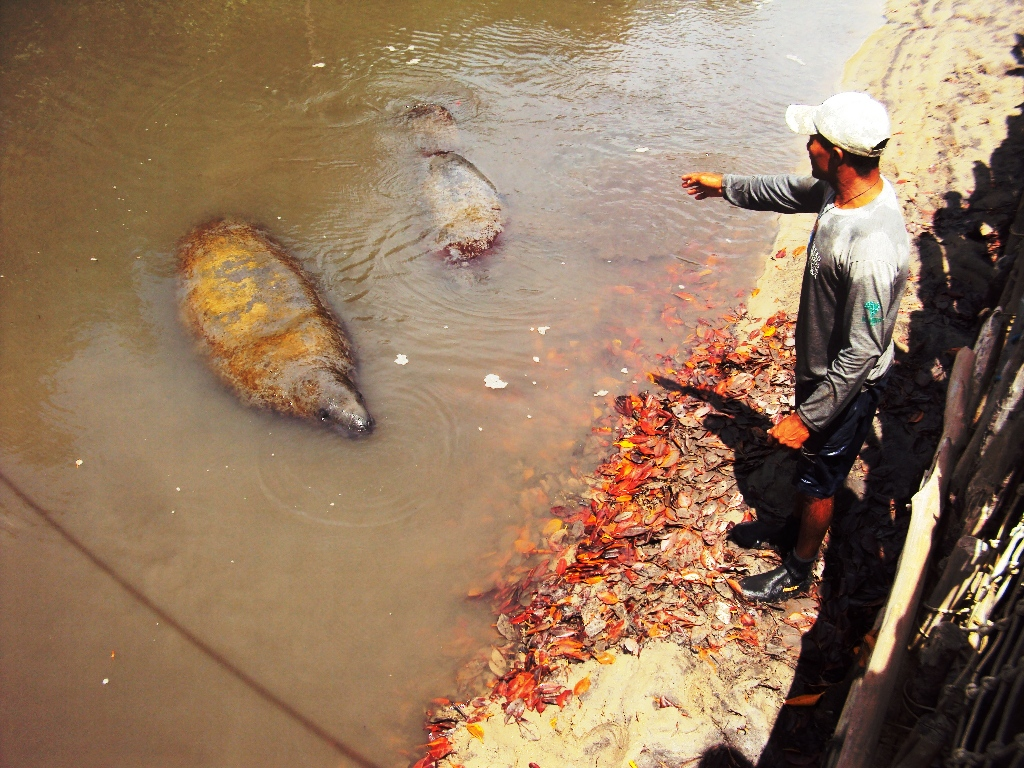
Peixes-boi em projeto de conservação no Nordeste do Brasil

O peixe-boi está incluído no Endangered Species Act dos Estados Unidos. Em outubro de 2007, a União Internacional para a Conservação da Natureza (UICN / IUCN) avaliou o peixe-boi como vulnerável e as subespécies da Flórida e das Antilhas como ameaçadas de extinção. É regulamentado internacionalmente pelo Apêndice I da Convenção sobre o Comércio Internacional das Espécies da Fauna e da Flora Silvestres Ameaçadas de Extinção (CITES): todo o comércio de espécimes e partes destes é ilegal. No Brasil, em especial, a espécie figura em várias listas de conservação: em 2007, foi classificado como criticamente em perigo na Lista de espécies de flora e fauna ameaçadas de extinção do Estado do Pará; em 2017, como regionalmente extinto na Lista Oficial das Espécies da Fauna Ameaçadas de Extinção do Estado da Bahia; em 2018, como em perigo no Livro Vermelho da Fauna Brasileira Ameaçada de Extinção do Instituto Chico Mendes de Conservação da Biodiversidade (ICMBio); e como em perigo no anexo dois (mamíferos) na Lista Oficial da Fauna Brasileira Ameaçada de Extinção da Portaria MMA N.º 148, de 7 de junho de 2022. As ameaças às subespécies da Flórida e das Antilhas são relativamente separadas, embora às vezes se sobreponham. As maiores causas de mortes de peixes-boi-da-flórida incluem colisões com embarcações, alta mortalidade perinatal, perda de habitat de água quente e maré vermelha. Os peixes-boi-das-antilhas enfrentam uma severa fragmentação do habitat, bem como a pressão contínua da caça ilegal.
A decisão de 2017 de reclassificar o peixe-boi de ameaçado para vulnerável de acordo com o Endangered Species Act citou o aumento nas populações de ambas as subespécies. A decisão não ficou isenta de controvérsia, no entanto: de acordo com o Save the Manatee Club, o Serviço de Pesca e Vida Selvagem dos Estados Unidos não considerou adequadamente os dados de 2010 a 2016, período durante o qual os peixes-boi sofreram eventos de mortalidade sem precedentes ligados à poluição do habitat, dependência de fontes artificiais de água quente e registros de mortes por colisões com embarcações. O aviso oficial da reclassificação deixou claro que, mesmo com a redução, todas as proteções federais para o peixe-boi permaneceriam em vigor. O peixe-boi tem sido caçado por centenas de anos por carne e couro, e continua sendo caçado nas Américas Central e do Sul. Com a caça ilegal, e as colisões com embarcações, são constantes as mortes dos peixes-boi. Além disso, os estresses ambientais, como a maré vermelha e as águas frias, causam vários problemas de saúde aos peixes-boi, como a imunossupressão, doença e até a morte.

### T. m. latirostris(peixe-boi-da-flórida)

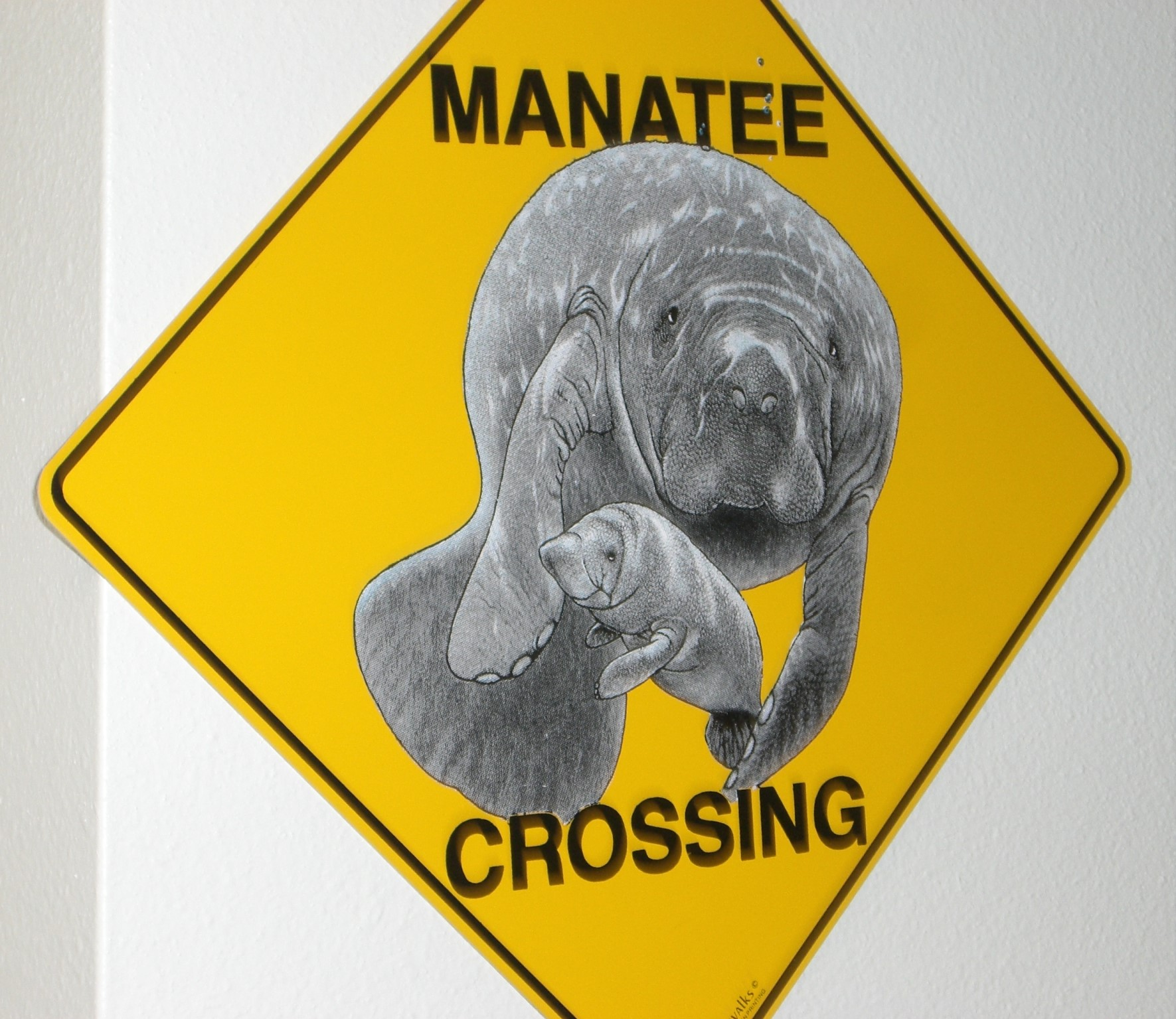
Sinal no Museu do Sul da Flórida

Uma análise de viabilidade populacional do peixe-boi-da-flórida em 1997 projetou 44% de chance de extinção nos próximos 1 000 anos sem melhorias nas condições do habitat e novas regulamentações de proteção. Desde então, as perspectivas para as subespécies melhoraram. Em 2016, o Serviço Geológico dos Estados Unidos colaborou com o Serviço de Pesca e Vida Selvagem da Flórida para reavaliar a situação do peixe-boi sob o Modelo Biológico Básico, que é usado para estimar a viabilidade da população. Esta avaliação analisou a população total nas costas leste e oeste da Flórida e estimou que a probabilidade de qualquer população cair abaixo de 500 adultos em 100 anos era de cerca de 0,42%.
Estima-se que pelo menos 35% das mortes resultem de colisões de embarcações. Os peixes boi respondem à aproximação de navios orientando-se para águas mais profundas e aumentando sua velocidade, mas, mesmo assim, são frequentemente atingidos devido ao seu grande tamanho e lentidão. Levantamentos aéreos da distribuição de peixes-boi e barcos da Flórida foram conduzidos para mapear as áreas nas quais as colisões são mais prováveis de ocorrer, levando em consideração fatores ambientais e sazonais. As embarcações podem frequentemente evitar atingi-los simplesmente reduzindo a velocidade, dando tempo para que fique fora do alcance. Apesar das melhorias na modelagem e mudanças nas regulamentações locais, um relatório de 2017 descobriu que 104 peixes-boi foram mortos por colisões com embarcações no ano anterior, um dos maiores totais já registrados.
A perda projetada em longo prazo de habitats de água quente apresenta um risco significativo para os peixes-boi, que são incapazes de tolerar temperaturas abaixo de 20 °C (68 °F). Os peixes-boi frequentemente se reúnem em torno da descarga quente emitida por usinas de energia durante os meses de inverno; no entanto, conforme as plantas mais antigas são substituídas por estruturas mais eficientes em termos de energia, podem correr o risco de morte induzida pelo frio devido à disponibilidade reduzida de refúgios de água quente. Os peixes-boi podem lembrar locais de refúgio anteriores e frequentemente retornar a eles em invernos sucessivos, mas alguns conservacionistas temem que possam se tornar excessivamente dependentes de locais de água quente gerados por usinas de energia que podem fechar em breve. Em áreas onde não têm acesso a usinas de energia ou fontes naturais quentes, procuram zonas naturais de águas profundas que permanecem passivamente acima das temperaturas toleráveis. De acordo com a Comissão de Conservação de Peixes e Vida Selvagem da Flórida (2010), 237 peixes-boi registrados morreram naquele ano, sendo que 42% dessas fatalidades resultaram da síndrome do estresse pelo frio.
Maré vermelha é um nome comum para a proliferação de algas, derivando sua cor distinta das moléculas de pigmentação nas algas. As flores produzem brevetoxinas, que são potencialmente fatais para a vida marinha. A maioria das mortes de peixes-boi na maré vermelha ocorre quando ingerem a maré vermelha junto com as ervas marinhas, sua principal fonte de alimento.

### T. m. manatus(peixe-boi-das-antilhas)

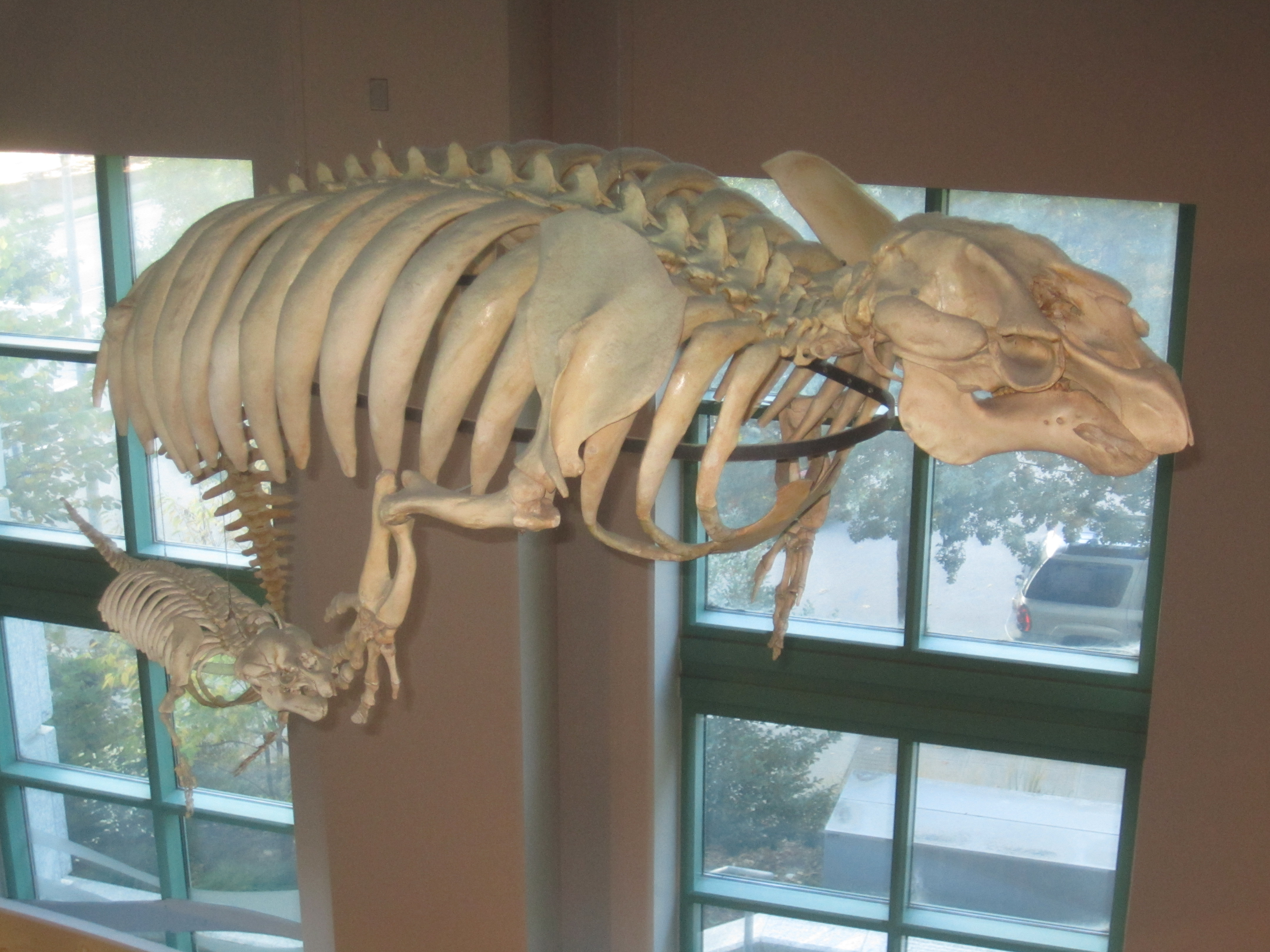
Esqueletos de peixes-boi em exibição no Museu de Ciências Naturais da Carolina do Norte em Raleigh, Carolina do Norte

Existem relativamente poucos dados sobre o peixe-boi-das-antilhas em comparação com seu homólogo da Flórida. Estudos filogenéticos revelaram baixa diversidade genética entre suas populações, provavelmente devido às limitações na dispersão. A reprodução em cativeiro, bem como a reabilitação de filhotes descobertos sem suas mães por perto, podem complementar as estratégias de conservação local, mas as populações estão, no entanto, em risco de depressão por endogamia e extinção local.
Considerando que as tendências populacionais do peixe-boi-da-flórida são relativamente bem monitoradas, os dados populacionais para o peixe-boi-das-antilhas são esparsos devido à sua distribuição irregular, bem como à turbidez relativa e baixos níveis de luz em seu habitat que podem mitigar a eficácia da antena ou sonar com base em pesquisas, geralmente resultando em medições imprecisas ou errôneas. Um estudo de 2016 sobre a população de peixes-boi-das-antilhas no Brasil encontrou uma faixa potencial para o tamanho da população atual entre 485 e 2 221 indivíduos. O Serviço de Pesca e Vida Selvagem dos Estados Unidos estimou em 2017 que até 6 782 indivíduos da subespécie das Antilhas podem existir, mas esses resultados dependem em grande parte de anedotas pessoais e podem superestimar o número real da população. Um estudo de 2012 da população das Antilhas documentou importantes causas de mortalidade relacionadas ao homem e projetou que se a proporção de mortes por peixes-boi por ano aumentasse para 5% ou mais, a população enfrentaria um declínio severo e eventual extinção.